# Óriástukán
Az óriástukán vagy más néven tokótukán (Ramphastos toco) a madarak (Aves) osztályának harkályalakúak (Piciformes) rendjébe, ezen belül a tukánfélék (Ramphastidae) családjába tartozó faj. Ez a tukánfélék legnagyobb termetű faja.

## Előfordulása
Dél-Amerika mélyföldi esőerdőiben él Surinametől Argentína északkeleti részéig. A faj természetes élőhelyének nyugati határa Peru és Bolívia. A legtöbb időt a fában lévő odvaikban töltik.

## Alfajai
- Ramphastos toco albogularis Cabanis, 1862
- Ramphastos toco toco Statius Müller, 1776

## Megjelenése
Testmagassága 50–60 centiméter, testtömege 350-450 gramm. Könnyen fel lehet ismerni sárga-narancssárga csőréről és  fekete, fehér tollazatáról. Ez a faj rendelkezik a legnagyobb csőrrel a tukánfélék közül. Ismertetőjegye a fehér fej és a kék szeme körüli narancssárga tollazat. Egy óriás tukán akár 20 évig is élhet.
|  |

## Életmódja
Elsősorban gyümölcsökkel, rovarokkal, tojásokkal táplálkozik. A tukán hatalmas csőre segítségével szedi le a nagyobb gyümölcsöket. Ezután a termést csőrével összenyomja, majd a kipréselt levet megissza. A kisebb gyümölcsöket egészben eszi meg.

## Természetvédelmi helyzete
Bár jelenleg nem fenyegeti a kipusztulás veszélye, egyes területeken állománya – főként a madárkereskedelem céljából történő befogások miatt - jelentősen megcsappant. Európai állatkertben ezért is vezetik a törzskönyvét.